# Dryocosmus
Dryocosmus Giraud, 1859 è un genere di imenotteri galligeni della famiglia Cynipidae. Questi insetti svolgono il proprio ciclo riproduttivo partenogenetico provocando la formazione di galle su piante appartenenti alla famiglia delle Fagaceae.
Secondo recenti studi, tale genere include alcune specie precedentemente considerate come appartenenti al genere Chilaspis, mentre Dryocosmus favus dovrebbe essere escluso dal genere. Dryocosmus e Chilaspis sono in stretta relazione con gli altri taxa di cinipide galligeni (Aphelonyx, Plagiotrochus, Pseudoneuroterus, Trichagalma e qualche specie di Neuroterus).
Dryocosmus kuriphilus è una specie invasiva originaria dell'Asia, diffusasi in Europa e Nord America, che attacca le piante di castagno.